# きよしのドドンパ
「きよしのドドンパ」は、2004年1月21日にコロムビアミュージックエンタテインメント（現・日本コロムビア）より発売された氷川きよしのシングル。

## 概要
- フジテレビ系「すぽると!」イメージソング

## 収録曲
- 全曲作曲：水森英夫／編曲：伊戸のりお

1. きよしのドドンパ
作詞：かず翼
2. ハマナス旅情
作詞：仁井谷俊也
3. きよしのドドンパ（カラオケ）
4. ハマナス旅情（カラオケ）
5. きよしのドドンパ（半音下げカラオケ）